# Pistolstræde
Pistolstræde er en passage mellem Østergade og Ny Østergade i Indre By i København. I den nordlige del af passagen er der en lille plads med det uofficielle navn Pistoltorv, hvor der også er en gennemgang til Grønnegade. Navnet Pistolstræde skyldes passagens L-form, hvor pladsens placeringen svarer til aftrækkeren på pistolen.
Pistolstræde er den sidste af flere lignende passager i området. Oprindeligt var den forbundet med en anden passage, Peder Madsens Gang, men den blev erstattet af Ny Østergade i 1873.
I 1980 blev Skadebrønden, der er skabt af Gunnar Westman, opsat på pladsen. Den forestiller en stiliseret husskade, der sidder på en pæl. Fra næbet sprøjter den vand ned i en træbalje.